# Partizanska bolnišnica Jelendol
Partizanska bolnišnica Jelendol je bila bolnišnica, ki so jo leta 1943 partizani zgradili v odročnih gozdovih Kočevskega Roga.
Prve objekte so začeli graditi spomladi leta 1943, za lokacijo bolnišnice pa so izbrali globoko, gosto zaraščeno kraško uvalo v bližini Baze 20 pod Daleč hribom. Zgrajena je bila iz brun, krita pa s skodlami. Prvih 22 ranjencev je bolnišnica sprejela 6. maja 1943, do konca vojne pa se je v njej zdravilo 330 ranjencev in bolnikov, od katerih jih je 21 izgubilo življenje.
Bolnišnico so širili vse do jeseni leta 1944, tako, da je kompleks na koncu sestavljalo 10 lesenih objektov, ki so ohranjeni še danes. Na sredini vrtače stoji največji objekt, baraka za ranjence, poleg nje je kuhinja, poleg teh dveh barak pa so v vrtači še skladišča, operacijske barake in nastanitveni objekti ter štabni objekt. Poleg teh objektov so v sklopu kompleksa še sanitarije, kurišče s krušno pečjo in zbiralniki za vodo.

## Dostop in urejenost
Z bolnišnico danes upravlja Dolenjski muzej, do njene bližine pa vodi makadamska pot. Od te poti je bolnišnica oddaljena le kakih 100 metrov, do nje pa pelje steza. Desno od steze je spomenik, ki so ga leta 1956 postavili v spomin umrlim, na njem pa so vklesana imena umrlih in verz pesnice Lili Novy. Na dnu kraške vrtače, oddaljene 50 m se nahaja grobišče 53 umrlih partizanov, ki ga obdaja nizek zid v obliki šesterokotnika. V grobovih so mrtvi partizani iz bolnišnice Jelendol in bližnje, manjše bolnišnice Jelenbreg.